# Ante Jakšić
Ante Jakšić (Bereg, 22. travnja 1912. - Zagreb, 30. studenog 1987.) je bio bački hrvatski književnik, pjesnik, pripovjedač, novelist i romanopisac. Po obrazovanju profesor hrvatskog jezika i književnosti. Jedan je od najvećih kršćanskih pjesnika u Hrvata. Iako je bio vrsni sonetist i liričar, i autor najraširenijeg romana u bunjevačkih i šokačkih Hrvata, dolaskom realsocijalističkih vlasti 1945., njegovi se stvaralački doprinosi zaobilaze, a književni kritičari njegovu djelu ne poklanjaju potrebnu pozornosti, jer mu je opus, među ostalim, prožet i kršćanskim svjetonazorskim temama. Bio je član Hrvatskog književnog društva sv. Ćirila i Metoda, Društva hrvatskih književnika, član Uredništva književne revije Marulić, a uredio je knjige tridesetak pjesnika -  Za blagdanskim stolom.

## Životopis
U rodnom selu završio je šestorazrednu pučku školu i pošao na bravarski zanat, ali ga ubrzo napušta i odlazi u sjemenište koje biskup Lajčo Budanović otvara u Baču. Kao sjemeništarac privatno polaže četiri razreda u subotičkoj gimnaziji. Peti i šesti razred pohađa u Nadbiskupskoj klasičnoj gimnaziji, koju vode isusovci u Travniku. Sedmi i osmi razred gimnazije, s velikom maturom, završio je u Somboru (1932,). Potom odlazi na u Zagreb, gdje je studirao slavistiku i romanistiku na Filozofskom fakultetu, na kojem je i diplomirao.
 Postavši profesorom hrvatskog jezika i književnosti, prosvjetni je djelatnik u Travniku, na Badiji kod Korčule, zatim u Tuzli, Osijeku, Belom Manastiru, Slavonskom Brodu, Gospiću, Subotici, Karlovcu i Zagrebu. 
1982. je godine dobio povelju pape Ivana Pavla II. kao priznanje dugogodišnjem katoličkom djelovanju, a povodom Jakšićeve 70. obljetnice života i 50. obljetnice stvarateljstva.
Umro je u Zagrebu, a pokopan u rodnom Beregu.

## Književni rad
Prve pjesme objavio je u listu Travničko smilje, klasične gimnazije u Travniku (1929.), a u književnu javnost stupa (1930.) svojim stihovima pod naslovom Kišna jesen u zagrebačkom časopisu Mladost, što ga uređuje prof. Antun Barac. Na hrvatski je preveo pjesme Sv. Terezije od Djeteta Isusa i svetoga lica. A. Jakšić surađuje u mnogim listovima i časopisima, i drugoj periodici, primjerice u Bunjevačkom kolu, Rukoveti, Subotičkoj Danici, Subotičkim novinama, Klasju naših ravni i dr.

## Djela
Zbirke pjesama 
- Biserni đerdan, 1931.
- U dolini zaborava, 1936.
- Zov proljeća i mladosti, 1938.
- Pod sapetim krilima, 1941.
- Elegije, 1954.
- Hod pod zvijezdama, 1955.
- Osamljeni mostovi, 1962.
- Pred vratima tišine, 1963.
- Pjesme o sinu čovječjem, 1965.
- Pod pješčanim satom, 1975.
- Molitve pod zvijezdama, 1979.
- Prema drugoj obali, religiozna lirika, 1987.
- Soneti, (izabrao i priredio Milovan Miković), 2012.

Romani
- Šana se udaje, 1939., 1943., 1980.
- Pod teretom ljubavi, 1944.
- Maturant, 1945.
- Neugasivi plamen, 1969.

U rukopisu su mu ostala tri romana, Niz tamne stube iz 1940. godine, Pod bičem spoznaje iz 1943. i Kći sunčanih žala iz 1944. godine.
Novele
- Marija, (lirska novela, 1937.) i mnoge druge, tiskane u listovima, časopisima i kalendarima.

Zbirka pripovjedaka 
- Povratak u djetinjstvo, 1968.

## Antologije, zbornici, izbor
Zastupljen je u:
- Hrvatska duhovna lirika (zbornik), Rim, 1968.
- Hrvatska marijanska lirika (zbornik), 1971.
- Stijepo Mijović Kočan, Skupljena baština, suvremeno hrvatsko pjesništvo 1940. – 1990. (antologija), Zagreb, 1993.
- Milovan Miković, Roman u književnosti Hrvata u Vojvodini (Antologija), Književna revija, Osijek, 3. – 4., 2008, 3. – 474.
- Milovan Miković, Ante Jakšić, Izbor iz sonetnog opusa, Klasje naših ravni, 1. – 2., 2012., 3. – 42.